# Zoran Roje
Zoran Roje (Spalato, 7 ottobre 1955) è un ex pallanuotista e allenatore di pallanuoto croato, vincitore di una medaglia d'oro ai Giochi olimpici di Los Angeles 1984 e una d'argento a quelli di Mosca 1980.
Nel 2019 gli è stato assegnato il maggior riconoscimento sportivo croato, il Premio nazionale per lo sport "Franjo Bučar" .

## Carriera

### Club
Nel Primorje ha iniziato la sua carriera da giocatore, con il quale vinse una Coppa di Jugoslavia. 
In Italia ha giocato per la Canottieri Napoli, per il Caserta e per il Volturno, con il quale si è ritirato nel 1993.
Finita la carriera da giocatore ha iniziato a lavorare nel Primorje con il quale vinse una Coppa di Croazia.

### Nazionale
Con la Jugoslavia vanta un oro olimpico e un argento da giocatore. 
Da allenatore della Croazia vanta un argento agli Europei.

## Palmarès

### Giocatore

#### Club
- Coppa di Jugoslavia: 1

Primorje: 1979

#### Nazionale
- Oro olimpico: 1

Jugoslavia: Los Angeles 1984
- Argento olimpico: 1

Jugoslavia: Mosca 1980
- Bronzo ai campionati mondiali: 1

Jugoslavia: Berlino Ovest 1978
- Oro ai Giochi del Mediterraneo: 2

Jugoslavia: Spalato 1979, Casablanca 1983
- Argento ai campionati europei: 1

Jugoslavia: Jönköping 1977

### Allenatore

#### Club
- Kup Hrvatske: 1

Primorje: 1995-1996

#### Nazionale
- Argento ai campionati europei: 1

Croazia: Kranj 2003

## Riconoscimenti
- Premio nazionale per lo sport "Franjo Bučar": 2019